# Erythroepalpus aurantiacus
Erythroepalpus aurantiacus är en tvåvingeart som beskrevs av Townsend 1931. Erythroepalpus aurantiacus ingår i släktet Erythroepalpus och familjen parasitflugor. Inga underarter finns listade i Catalogue of Life.